# Nancy Folbre
Nancy Folbre (* 19. července 1952) je americká feministická ekonomka, která se zaměřuje na rodinnou ekonomii, netržní práci a ekonomiku péče. Je profesorkou ekonomie na University of Massachusetts Amherst.
Od roku 2002 do roku 2003 působila jako prezidentka International Association for Feminist Economics, od roku 1995 pracovala jako spolupracovnice editora deníku Feminist Economics a jako členka redakční rady časopisu Journal of Women, Politics & Policy. V roce 2016 přednesla inaugurační přednášku Ailsy McKayové.

## Zaměření
Nancy Folbre se zaměřuje na ekonomiku péče, kterou definuje jako “práci zahrnující propojování s dalšími lidmi a snahu pomoci lidem seznámit se se základními potřebami při péči o děti, starší lidi či nemocných osob.“ Dodává, že péče může být jak placená, tak i založena na dobrovolnické bázi. Folbre také tvrdí, že ekonomové hlavního proudu nevěnují ekonomice péče dostatečnou pozornost, což může být pro ženy škodlivé, jelikož vyloučení pečovatelské práce z běžné ekonomické analýzy často ženy a děti přehlíží a podhodnocuje jejich příspěvky pro domov a komunitu.
Péče se považuje za unikátní formu práce, jelikož to nejsou peníze, které motivují osoby pomáhat, ale skutečná ochota být nápomocný. Nancy Folbre tvrdí, že pečovatelská práce byla historicky podhodnocena, protože ji v minulosti ženy poskytovaly za nízké nebo dokonce žádné finanční ohodnocení, což také může vést k tomu, proč nyní ženy vydělávají méně než muži. Díky tomuto faktu se Nancy Folbre ptá, proč by ženy měly brát pouze pečovatelské práce, což vede k nejznámější odpovědi, že sociální konstrukce spojuje právě ženskost a péči dohromady. Také tvrdí, že pouze kolektivní prací, nezávisle na trhu, můžeme zajistit, aby byla odpovědnost na péči rozložena spravedlivě a nebyla nepřiměřeně uložena jen na ženy.
Ve své známé knize s názvem Neviditelné srdce (The Invisible Heart) zkoumá autorka trh a individualistickou konkurenci, kterou vytváří, a tvrdí, že na trhu není poskytována nezbytná péče o důchodce a děti. Historicky tuto péči poskytovaly ženy, ať už jako netržní práci nebo práci za minimální finanční ohodnocení. Folbre též zkoumá sociální a vládní struktury, které zajišťují péči a jejich vývoj v průběhu historie. Závěrem uvádí, že všichni máme odpovědnost za péči o ostatní, a poskytuje vizi budoucnosti, v níž bude péči věnována větší priorita a podpora.
Folbre se také velmi rozsáhle věnovala sociální organizaci času, konkrétně času věnovanému péči o děti a starší lidi a  jak rodinná politika a sociální instituce omezují možnosti, které mohou lidé dělat.
Nancy Folbre vede blog ''Care Talk: koordinace výzkumu v oblasti poskytování péče''. Aktuálně přispívá do blogu New York Times Economix, což je příležitost, kterou podle jejích slov potěší, protože “většina akademiků tráví spoustu času psaním věcí, které si přečte jen velmi málo lidí“.

## Vzdělání
Nancy Folbre získala v roce 1971 titul B. A. ve filozofii na University of Texas v Austinu a o dva roky později magisterský titul v oboru latinskoamerických studií. V roce 1979 obdržela titul v oboru ekonomie na University of Massachusetts Amherst.

## Kariérní úspěchy
Nancy Folbre získala v letech 1979-1980 postdoktorandské vzdělání na Yale University Economic Growth center. V letech 1995-1996 získala stipendium Francouzsko-americké nadace pro pedagogiku a výzkum v Paříži. V roce 1999 jí byla udělena Cena Olivie Shieffelin Nordbergové za vynikající psaní a editaci v populačních vědách a v dubnu 2004 byla jmenována Charlotte Perkins Gilman Fellow na Americké akademii politických a sociálních věd.
V roce 1989 získala Folbre grant National Science Foundation na studium práce žen a ženských domácností v západním Massachusetts v letech 1880-1910. V roce 1998 jí bylo uděleno pětileté stipendium s nadací MacArthur Foundation a v roce 2004 cena Leontief Prize of Global Development and Environment Institute na Tufts University.

## Profesní zapojení
V roce 2002 byla zvolena prezidentkou Mezinárodní asociace pro feministickou ekonomii a od roku 1995 je pomocnou redaktorkou časopisu Feminist Economics.
Od roku 2004 byla členkou panelu Národní akademie věd, který studoval design netržních účtů. Od roku 2000 je členkou správní rady Nadace pro rozvoj dětí, od roku 2004 členkou Národní poradní komise pro péči o dítě a rané vzdělávání a Národního fondu pro právní obranu a vzdělávání.

## Knihy

### Who pays for the kids? Gender ant the Structures of Constraint (1994)
První kniha Nancy Fabre, ve které pojednává o přechodu žen z pozice primární poskytovatelky péče do pozice na trhu práce a jaké to pro ženy představuje dilema. I když čím dál více žen vstupuje na trh práce, stále se od nich očekává, že budou vykonávat většinu práce v domácnosti. Roste i počet svobodných matek, které mají minimální podporu od biologických otců a příspěvky od státu představuje jen část podpory. Autorka analyzuje tuto situaci prostřednictvím tří hlavních ohnisek.

### The Ultimate Field Guide to the U.S. Economy (2000)
Na tomto díle pracovala s dalšími spolupracovníky z Centra pro populární ekonomii na Massachusettské Univerzitě, jedním z nich byl například James Heintz. Autoři používají humor k odhalení mylných představ a odhalení reality americké ekonomiky. Na každé straně je řešen jeden problém nebo koncept, který u sebe má například karikaturu. Kniha pokrývá široké spektrum témat včetně rasových a genderových nerovností, pracovních problémů, vzdělávání a sociální péče.

### The Invisible Heart: Economics and Family Values (2001)
„The invisible heart“ je metafora, která představuje rodinné hodnoty lásky a ekonomické vzájemnosti, které kontrastuje s „neviditelnou rukou“ Adama Smitha. Kniha je rozdělena do tří částí, ve kterých autorka zkoumá širokou škálu témat.. od domácnosti až po práva těhotných zaměstnankyň v Mexiku. Také v knize srovnává tradiční roli žen s modernějším postavením žen v kariéře.

### Family Time: The Social Organization of Care (2004)
Kniha upravena Nancy Folbre a Michaelem Bittmanem obsahuje sbírku jedenácti esejí pojednávajících o různých tématech, které souvisejí s péčí o děti a starší lidi. Nancy Folbre přispěla úvodem a dalšími třemi spoluautorskými kapitoly.

### Valuing Children: Rethinking the Economics of the Family (2008)
V této knize autorka pojednává o nákladech na výchovu dětí a hodnoty péče o dítě, co to znamená pro ekonomiku a o tom, jak tyto náklady nese společnost. Nancy zpochybňuje implicitní pohled ekonomů hlavního proudu, pohlíží na východu dětí jako proces spotřeby, ve kterém mohou rodiče najít štěstí, ale také na to jak se z dětí stávají pracovníci a daňový poplatníci příští generace.

### Greed, Lust and Gender: A history of Economic ideas (2009)
Kniha byla napsána krátce po finančním krachu v roce 2008 a zkoumá jak se stírají hranice mezi snahou o vlastní zájem a nemorálností. Folbre v knize poukazuje na dvojí metr mezi muži a ženami a také prináší práci žen, jejich sexualitu a jejich myšlenky do centra dialektiky mezi ekonomickými dějinami a dějinami ekonomických myšlenek. Kniha popisuje proces ekonomických a kulturních změn ve Spojených státech, Velké Británii a Francii.

### For love and Money: care provision in the United States (2012)
V nynější době zatím poslední kniha autorky na které spolupracovala s dalšími ženami. Autorky zkoumají řadu motivací pro péči, například rodinnou odpovědnost a proč mohou být účinnými motivátory láska i peníze. Zkoumají také, proč mají ženy tendenci se specializovat na poskytování péče, přičemž uvádějí faktory, jako je diskriminace v zaměstnání nebo sociální tlak. Kniha je celkově zaměřená na pečovatelskou práci a péči jako takovou v Americe. 